# San Bernabé (Villena)
San Bernabé es una partida rural de Villena (Alicante, España), situada en el noreste de su término municipal. Se encuentra al noreste del casco urbano, al borde la carretera CV-81 y en la ladera de la sierra de la Villa, muy próximo al casco urbano de Cañada. Está compuesta por un pequeño núcleo y varias casas dispersas. Su población censada en 2016 era de 77 habitantes (INE).
La partida de San Bernabé se ubica en la antigua partida de Cascante, que incluía las actuales de Cascante, El Morrón y San Bernabé. La vía pecuaria llamada Cordel de Cascante, que discurre entre la Sierra del Morrón y la de San Cristóbal, conformó antiguamente parte de la frontera entre Castilla y Aragón establecida a raíz del Tratado de Almizra, como atestiguan los mojones que se han hallado en la zona. En la actualidad marca la frontera entre los términos de Villena y Cañada (que había pertenecido hasta 1775 al de Biar).

## Demografía
| Población | 19 | 18 | 17 | 24 | 24 | 23 | 22 | 21 | 19 | 19 |